# Paralamiodorcadion schmidi
Paralamiodorcadion schmidi là một loài bọ cánh cứng trong họ Cerambycidae.